# إليزابيث خيرتس
إليزابيث "إلزي" خيرتس (من مواليد 26 أبريل 1995) لاعبة جمباز فني هولندية مثلت بلدها في بطولة العالم 2021، وكذلك في الألعاب الجامعية الصيفية 2015 و2017 و2019، وتم تعيينها بديلة لفريق الجمباز الهولندي في دورة الألعاب الأولمبية الصيفية 2020.
في عام 2021، فازت بالمسابقة الشاملة في التجربة الأولمبية الهولندية الأولى، حيث حصلت أيضًا على الميدالية الذهبية في القفز، والميدالية الفضية في حركات الأرضية والبرونزية في عارضات غير متساوية. تم تعيينها بديلة للفريق الهولندي لدورة الألعاب الأولمبية الصيفية 2020 بعد احتلالها المركز الثامن في المسابقة الشاملة في التجربة الأولمبية الثانية.